# مانوز
المانوز (بالإنجليزية: Mannose)‏ هو مونومر سكري لسلسلة السكريات السداسية الألديهيدية من عائلة الكربوهيدرات.المانوز هو صنو للغلوكوز على ذرة الكربون رقم 2. والمانوز مهم في عمليات الأيض لدى الإنسان.